# Fafnir (azienda)
La Fafnir Aachener Stahlwarenfabrik AG era una casa automobilistica tedesca con sede ad Aquisgrana in Jülicherstraße.

## Storia
La società era nata nel 1894 per la produzione di spille come filiale della Carl Schwanemeyer di Iserlohn, poi passò alla produzione di componenti meccaniche.
La casa iniziò poi a produrre biciclette e tale produzione ebbe tale successo che nel 1898 la filiale si staccò dalla casa madre.
Col tempo la casa iniziò a produrre componentistica per auto e motori che sviluppavano una potenza fra 1¾ CV a 11 CV (fra 1,3 e 8 kW).
Nel 1902 fu introdotto ufficialmente il nome Fafnir, ispirandosi al drago dei Nibelunghi.
I motori Fafnir erano molto rinomati e venivano montati su diverse altre auto e moto. La Fafnir ad un certo punto pensò di progettare e produrre in proprio veicoli attrezzati con i propri motori e componenti e fu un successo.
La prima auto è stata l'Aachener nel 1902 a cui seguirono auto sempre più avanzate tecnologicamente. In pratica tra il 1904 e il 1925 vennero prodotte piccole ma famose auto e dal 1912 la fabbrica prese il nome di "Fafnir werk". Tali auto avevano motori a 4 cilindri da 1520 cm³ e 2496 cm³ a cui venne apposto ufficialmente il nome Fafnir. Avevano anche componenti nuovi come la lubrificazione automatica, la leva comando cambio interna e il basso centro di gravità.
Parallelamente incominciò la produzione di motociclette tra il 1903 e il 1914.
Curiosa la formula "fai da te" sul modello Omnimobil che permetteva al cliente di scegliersi la macchina secondo le proprie esigenze e con il motore desiderato.

Fafnir 8/50 da corsa (1922)

Fafnir 471

Con la prima guerra mondiale parecchie industrie tedesche furono sul punto di soccombere. La Fafnir incominciò di nuovo la produzione nel 1920 a cui seguì la messa in produzione del modello 471 (auto).
La 471 (auto), tuttavia, fu l'ultimo modello di auto di questa società, costruita dal 1923 al 1926, presentava una linea aerodinamica molto avanzata con un motore di 50 CV nella versione standard e di 80 CV in quella da competizione.
La Fafnir restava comunque un'industria artigiana, e per questo, dal 1925, incominciò il declino. L'inefficiente capacità produttiva, la disorganizzazione del lavoro e l'alta tassazione delle auto, resero l'azienda poco competitiva. Il mercato si apriva sempre più alle economiche auto americane con conseguente declino dell'azienda.
Negli anni successivi la Fafnir passò alla produzione di motori per aeroplani, soprattutto nel periodo antecedente la seconda guerra mondiale.

## Motori

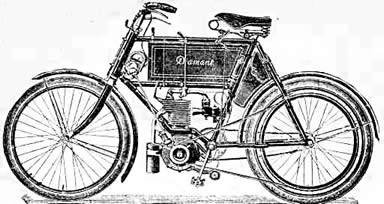
Motociclo Diamant con motore Fafnir (1901)

I motori Fafnir erano costruiti soprattutto per autoveicoli e per motocicli molto rinomati e diffusi nella prima metà del XX secolo. La produzione riguardava sia motori per motocicli che per autovetture, ma anche per aeroplani.
I motori prodotti all'inizio del XX secolo sviluppavano una potenza fra 1¾ CV a 11 CV (fra 1,3 e 8 kW). 
Tra le moto celebri che hanno montato tali motori si ricordano l'inglese Triumph (già con la prima moto prodotta nel 1902) e la russa Rossia (1901), primo motociclo prodotto in tale nazione. Vanno ricordate anche le italiane Guaraldi (1905-1916) e Rigat (1912-1914), le tedesche Walter (1903-1942) sulle prime motorizzazioni e Diamant (1904), le inglesi Abingdon (1903-1933) e Beau Ideal (1904).
Tra le auto si ricordano la ditta italiana Antonietti & Ugonino e la svedese Tidaholm (1903-1934).
Negli anni 1930 la Fafnir produsse motori per aeroplani da guerra tra cui si ricordano quelli della Dornier Flugzeugwerke e della Henschel. In questo ambito un motore che ebbe molto successo fu il Bramo 323 Fafnir.
Il successo di vendita spinse la casa produttrice a sperimentare la produzione in proprio di autoveicoli e motoveicoli con grande successo che però si esaurì alla fine degli anni 1920.